# Philonotis tomentella
Philonotis tomentella (deutsch Feinfilziges Quellmoos) ist eine Laubmoos-Art aus der Familie Bartramiaceae. Sie steht der ähnlichen Philonotis fontana nahe, wird überwiegend als eigenständige Art gesehen, manchmal aber auch nur als Varietät oder Subspezies von Philonotis fontana. Es gibt Zwischenformen, die nicht eindeutig zugeordnet werden können.

## Merkmale
Philonotis tomentella bildet meist gelbgrüne, dichte Rasen. Die Pflanzen sind bis etwa 5 Zentimeter groß, aufrecht, oft stark verzweigt und weit hinauf dicht rhizoidfilzig. Die Blätter der sterilen und weiblichen Pflanzen sind feucht aufrecht abstehend oder etwas zurückgebogen, teils auch einseitswendig. Sie sind lanzettlich bis eiförmig, in eine lange Spitze auslaufend, nicht oder kaum faltig. Die Blattränder sind bis fast zur Spitze umgerollt und einfach oder doppelt gezähnt. Die in der Blattspitze lang austretende Blattrippe ist an der Basis etwa 50 bis 90 Mikrometer breit. Die Blattzellen sind am unteren Ende mamillös. Am Blattgrund sind sie rechteckig, oben schmal linealisch. Bei den männlichen Pflanzen sind die Blätter kurz gespitzt.
Die Geschlechterverteilung ist diözisch. Die kugelige Sporenkapsel ist geneigt und trocken gefurcht. Die Sporen sind feinwarzig und 18 bis 26 Mikrometer groß.
Gegenüber der ähnlichen Philonotis fontana unterscheidet sich Philonotis tomentella vor allem durch die geringere Größe der Pflanzen und durch schmälere Blätter mit allmählich lang ausgezogener Blattspitze mit der lang austretenden Blattrippe.

## Standortansprüche und Verbreitung
Die Art wächst an feuchten bis nassen, lichtreichen, mehr oder weniger kalkreichen oder basenreichen Stellen an Felsen, in Blockhalden, auf Erde, an quelligen Stellen oder an Bachrändern. In Deutschland, Österreich und der Schweiz ist sie vor allem in subalpinen bis alpinen Höhenlagen zu finden. In den Zentralalpen ist sie zerstreut bis häufig, in den Mittelgebirgen Deutschlands selten, im Flachland sehr selten.
Die weltweite Verbreitung ist zirkumpolar, schwerpunktmäßig in der Arktis und in den Gebirgen. In Europa gibt es Vorkommen vom hohen Norden südwärts über die Karpaten und die Alpen bis zu den Pyrenäen. Weitere werden für Vorderasien, Nordostasien, Nordamerika, Grönland und für Gebirge Südostafrikas angegeben.